# Ekramy El-Shahat
Ekramy Ahmad El-Shahat (ar. إكرامى أحمد الشحات; ur. 14 października 1954 w Suezie) – egipski piłkarz grający na pozycji bramkarza. W swojej karierze rozegrał 45 meczów w reprezentacji Egiptu.

## Kariera klubowa
Całą swoją karierę piłkarską El-Shahat spędził w klubie Al-Ahly Kair, w którym zadebiutował w 1973 roku. Grał w nim do 1988 roku. Wraz z Al-Ahly dziesięciokrotnie został mistrzem Egiptu w sezonach 1974/1975, 1975/1976, 1976/1977, 1978/1979, 1979/1980, 1980/1981, 1981/1982, 1984/1985, 1985/1986 i 1986/1987 oraz zdobył pięć Pucharów Egiptu w sezonach 1977/1978, 1980/1981, 1982/1983, 1983/1984 i 1984/1985. W latach 1982 i 1987 wygrał Puchar Mistrzów, a w latach 1984, 1985 i 1986 Puchar Zdobywców Pucharów.

## Kariera reprezentacyjna
W reprezentacji Egiptu El-Shahat zadebiutował w 1974 roku. W tym samym roku powołano go do kadry na Puchar Narodów Afryki 1974. Rozegrał na nim jeden mecz, o 3. miejsce z Kongiem (4:0). Z Egiptem zajął 3. miejsce w tym turnieju.
W 1976 roku El-Shahat był w kadrze Egiptu na Puchar Narodów Afryki 1976. Zajął w nim z Egiptem 4. miejsce. Na tym turnieju wystąpił w trzech meczach: grupowym z Etiopią (1:1) oraz w finałowych meczach z Marokiem (1:2) i z Nigerią (2:3).
W 1980 roku El-Shahat ponownie zajął z Egiptem 4. miejsce w Pucharze Narodów Afryki, tym razem w Pucharze Narodów Afryki 1980. Na tym turnieju zagrał czterokrotnie: w grupowych meczach z Wybrzeżem Kości Słoniowej (2:1), z Tanzanią (2:1) i z Nigerią (0:1) oraz półfinałowym z Algierią (2:2, k. 2:4).
W 1984 roku El-Shahat był w kadrze Egiptu na Puchar Narodów Afryki 1984. Zagrał w nim w dwóch meczach: grupowym z Togo (0:0) i o 3. miejsce z Algierią (1:3). Z Egiptem po raz trzeci zajął 4. miejsce. Od 1974 do 1985 wystąpił w kadrze narodowej 45 razy.